# 大珠山

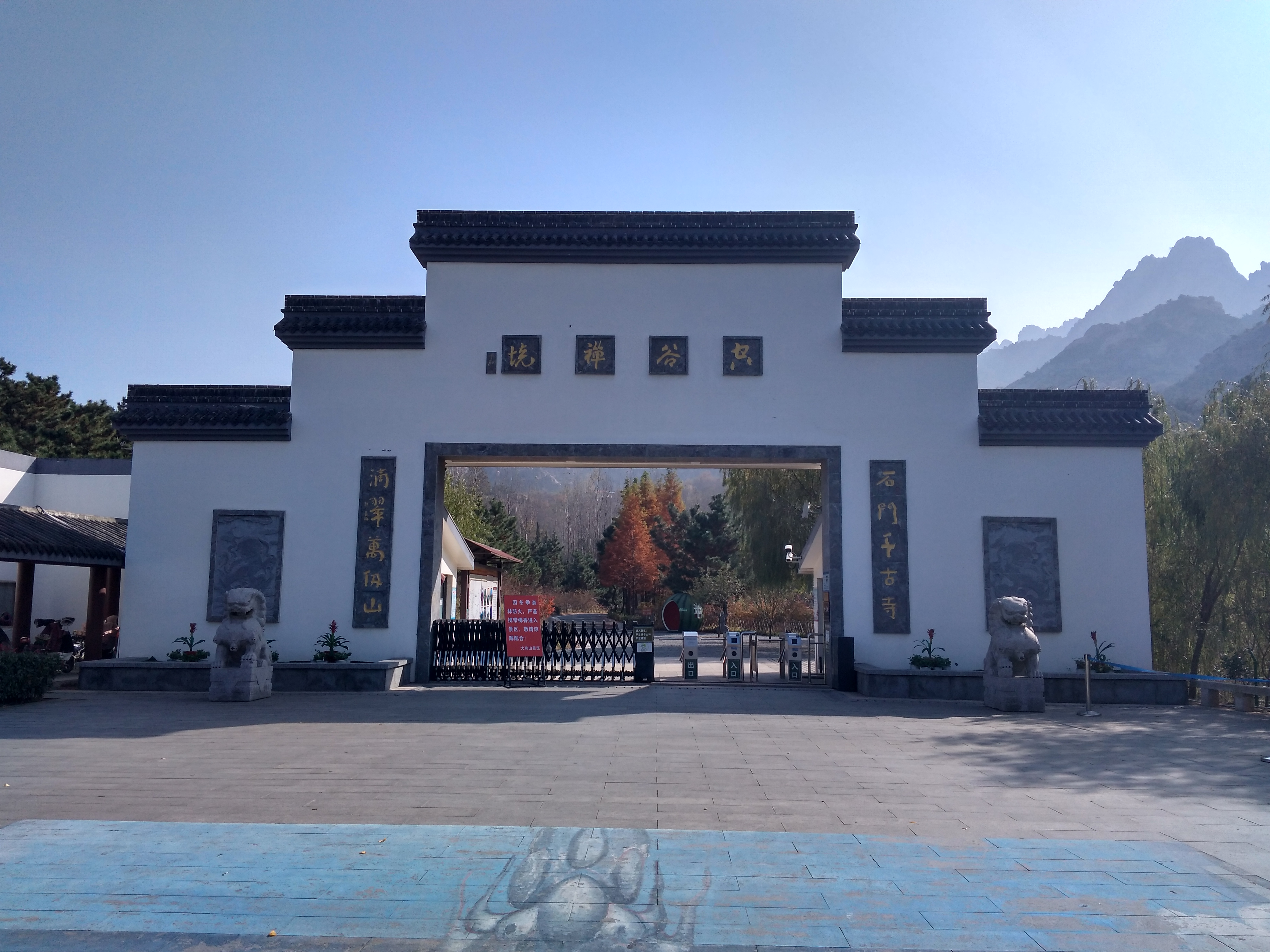
大珠山风景区北门

大珠山是位于青岛市黄岛区滨海街道的一座山峰，总面积65平方公里，主峰大砦顶海拔486米。大珠山主峰上建有石门寺，周边有大量石窟佛洞。位于大珠山上的大珠山风景区是青岛市首家国家4A级景区、同时也是国家农业旅游示范点。古胶州八景之一“双珠嵌云”中的双珠便是指的大珠山和小珠山，《胶州志》称其为“州中第一胜地”。每年有清明节前后有举办有杜鹃花节，被誉为“春来飞红第一山”、“江北第一赏花胜地”。